# Andrew Brunelle
Andrew Brunelle né André François Achille Eugène Brunelle le 13 juillet 1894 à Cambrai et mort le 17 août 1943 à Paris (14e), est un acteur, réalisateur et scénariste de français actif pendant les années 1910-1930.

## Filmographie

### Comme acteur
- 1917 : La Nouvelle Mission de Judex de Louis Feuillade
- 1918 : La Maison d'argile de Gaston Ravel
- 1919 : Chignole de René Plaissetty
- 1920 : La Force de la vie de René Leprince
- 1920 : Le Silence de Louis Delluc
- 1920 : La Boue de Louis Delluc
- 1921 : Fièvre de Louis Delluc
- 1922 : L'Aiglonne d'Émile Keppens et René Navarre
- 1922 : L'Empereur des pauvres de René Leprince
- 1922 : Le Carillonneur de René Coiffard
- 1922 : Stella Lucente de Raoul d'Auchy
- 1923 : La Faute des autres de Jacques Oliver
- 1927 : La Grande Envolée[2] de René Plaissetty
- 1930 : Tarakanova de Raymond Bernard

### Comme réalisateur
- 1923 : Théodore cherche des allumettes[3]
- 1929 : La Robe
- 1933 : Bouton d'or
- 1934 : Vaccin 48
- 1935 : Ernest a le filon

### Comme scénariste
- 1938 : Deux de la réserve de René Pujol

### Comme monteur
- 1940 : Bach en correctionnelle d'Henry Wulschleger